# Douglas, Insula Man
Douglas sau Doolish în limba manx, este capitala și cel mai mare oraș al Insulei Man cu o populație de 26.218 locuitori în anul 2006. Capitala se află la vărsarea râurilor Dhoo și Glass (Întunecat și Limpede în limba manx). Numele orașului provine de la alipirea numelor râurilor.